# All Night Long (canción de Buckcherry)
«All Night Long» es el decimoquinto sencillo por Buckcherry, y el primero de su quinto álbum, All Night Long.